# Museu de Anatomia Humana da Universidade de São Paulo
Museu de Anatomia da Universidade de São Paulo foi fundado pelo Prof. Alfonso Bovero, a partir de suas atividades como docente na cadeira de Anatomia e Histologia da antiga Faculdade de Medicina e Cirurgia de São Paulo. A fundação do museu ocorreu em abril de 1915.
O museu iniciou com poucas peças, sendo aprimorado por Bovero ao longo de seu trabalho, assim como teve seu acervo aumentado graças aos alunos. Desde 1999 funciona do edifício Biomédicas III do Instituto de Ciências Biomédicas, na Cidade Universitária, da Universidade de São Paulo. Nesse mesmo ano o museu recebeu o nome de Alfonso Bovero, para promover a sua memória.

## Localização
O museu está localizado na Av. Lineu Prestes, nº 2415, Cidade Universitária, em São Paulo/SP.